# Zgierz Północ
Zgierz Północ – stacja kolejowa w Zgierzu, w województwie łódzkim, w Polsce, na którym zatrzymują się tylko pociągi osobowe. Dawny budynek dworca został zburzony we wrześniu 2017 roku. 

## Linki zewnętrzne

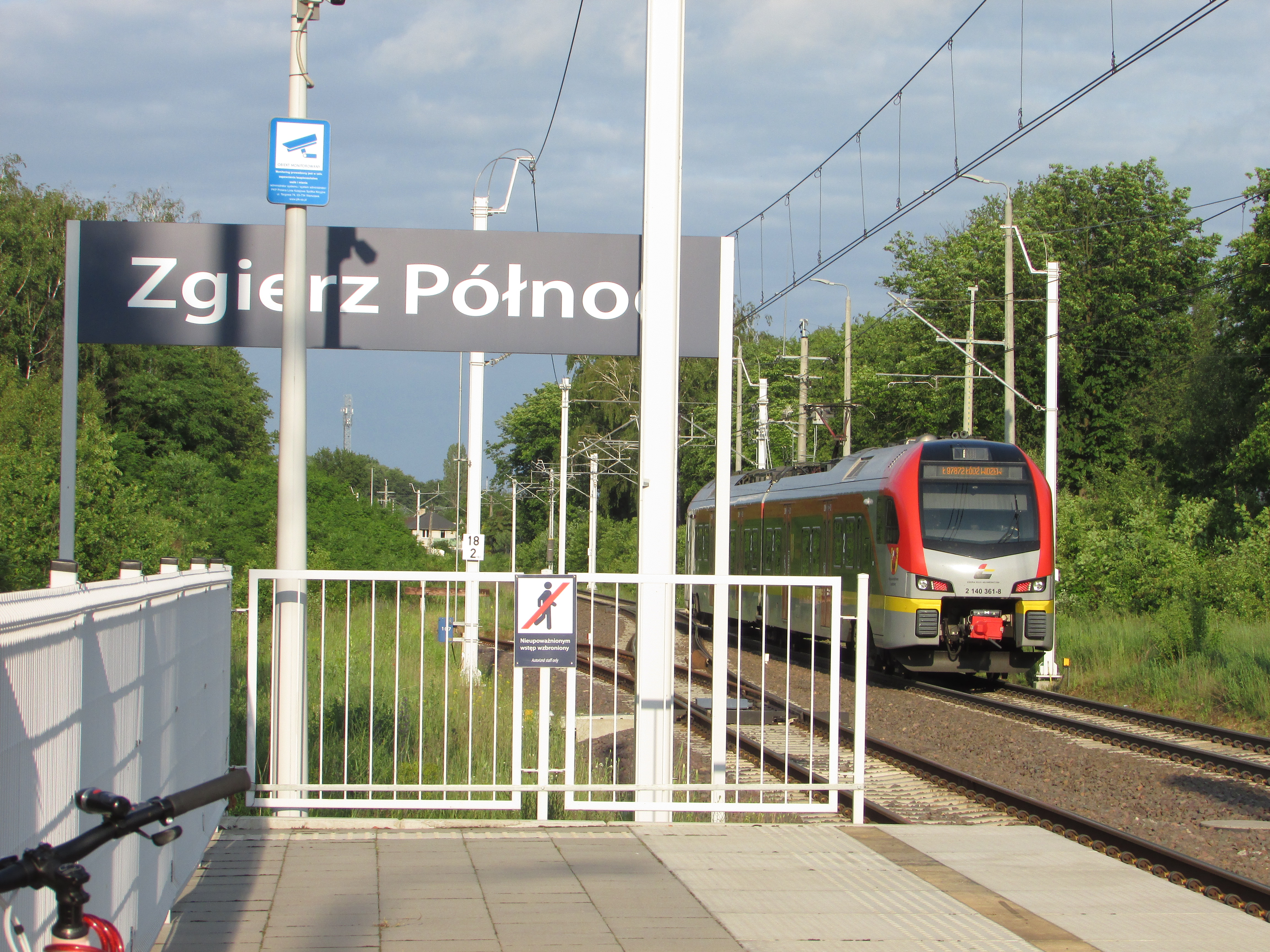
Pociąg ŁKA, relacji Kutno - Łódź Widzew, odjeżdzający z stacji kolejowej Zgierz Północ

## Ruch pasażerski[3]
| Rok  | Wymiana pasażerska na dobę |
| ---- | -------------------------- |
| 2017 | 200-299                    |
| 2018 | 200-299                    |
| 2019 | 300-499                    |
| 2020 | 200-299                    |
| 2021 | 100-149                    |
| 2022 | 300-499                    |
| 2023 | 300-499                    |